# Pierre-Jack Laloy
Pour les articles homonymes, voir Laloy.
Pierre Jack Laloy, né le 3 décembre 1885 et mort le 11 avril 1962 à Rennes, est un architecte français. Il prend la succession de son père Jean-Marie Laloy au poste d'architecte du département d'Ille-et-Vilaine en 1919.

## Biographie
Après des études secondaires au lycée de garçons de Rennes Pierre Laloy entre en 1905 aux Beaux-arts de Paris et intègre l'atelier de Victor Laloux. C'est un élève dans l'honnête moyenne. S'il se distingue par l'obtention d'une médaille au concours Rougevin en 1909 cela ne lui a pas permis d'accéder au concours du Prix de Rome. Qu'importe, son diplôme d'architecte diplômé par le gouvernement obtenu en juin 1910 il rentre à Rennes pour travailler aux côtés de son père. Cette collaboration, interrompue par les quatre années du premier conflit mondial où l'architecte est envoyé sur le front, dure près de dix ans jusqu'en 1919.
Durant sa carrière professionnelle Pierre Laloy cumule plusieurs postes d'architectes pour le compte d'administrations publiques. À la fin de l'année 1919 il reprend le cabinet familial et succède à son père, Jean-Marie Laloy, au poste d'architecte départemental d'Ille-et-Vilaine. Ce dernier avait en effet insisté auprès du préfet pour qu'il soit nommé comme son successeur en gage de reconnaissance de ces années de service pour le département. Il cumule ce poste avec celui d'architecte du palais de justice de Rennes à partir de 1921 se plaçant ainsi dans l'exact sillage de son père. C'est fort de cette assise et de l'appui du maire de Rennes Jean-Janvier qu'il acquiert en 1923 le poste nouvellement créé d'architecte régional des PTT pour l'Ouest et réalise de nombreux édifices pour les services postaux. Enfin, il est brièvement nommé architecte de l'Office public des Habitations à bon marché (OPHBM) d'Ille-et-Vilaine de 1929 à 1934 pour qui il réalise plusieurs séries de maisons individuelles. Ces fonctions font de lui un véritable professionnel de la commande publique et ont indéniablement participé à lui construire une solide réputation. Sa carrière d'architecte libéral est tout aussi riche. De nombreuses municipalités du département d'Ille-et-Vilaine ont fait appel à ses services pour la réalisation, l'agrandissement, la réparation de leurs édifices (mairies, salles des fêtes, écoles, lavoirs). D'un autre côté, pour le compte de commanditaires privés il réalise maisons de villégiatures et villas sur la Côte d'Émeraude mais aussi des pavillons à Rennes. En 1950 il obtient du ministère des PTT une dérogation lui permettant d'occuper son poste d'architecte régional des PTT six ans de plus. Arrivé à cette échéance lors de son soixante-onzième année il démissionne de son poste d'architecte départemental et cesse toute activité le 26 décembre 1956. Son fils Michel Laloy, avec qui il collabore sur ces derniers projets, reprend le cabinet familial lors de son départ à la retraite.
Pierre Laloy est un homme particulièrement engagé au sein d'associations professionnelles. Membre de la société des architectes diplômés par le gouvernement (SADG) de 1910 à 1939 et président du groupe Bretagne en 1939, il est également membre de la Société puis du Syndicat des architectes d’Ille-et-Vilaine de 1914 à 1922 et de 1924 à 1938. Fortement impliqué, il est secrétaire de la Société en 1914, vice-président du Syndicat des architectes d’Ille-et-Vilaine de 1930 à 1931, puis président de 1932 à 1935. Inscrit à l'Ordre des architectes, dans la circonscription de Rennes, en 1942, il est élu vice-président du Conseil régional des architectes de Bretagne, en 1942. Il quitte ses fonctions en 1944.

## Œuvres

### Architecture publique

#### Bâtiments départementaux(en tant qu'architecte départemental d'Ille-et-Vilaine)
- 1929 : Préventorium Rey-Le Roux de La Bouëxière (Ille-et-Vilaine).
- 1930 : prison départementale de Saint-Malo (Ille-et-Vilaine).
- 1934-1935 : dispensaire d'hygiène social d'Antrain (Ille-et-Vilaine).
- 1931 : école maternelle de l’École normale d’institutrice de Rennes (Ille-et-Vilaine).
- 1932 : gendarmerie de Sens-de-Bretagne (Ille-et-Vilaine).
- 1937 : gendarmerie de Saint-Domineuc (Ille-et-Vilaine).
- 1937 : gendarmerie de Saint-Aubin-d'Aubigné (Ille-et-Vilaine).
- 1937 : gendarmerie de Châteauneuf-d'Ille-et-Vilaine (Ille-et-Vilaine).
- 1949 : dispensaire de Dinard (Ille-et-Vilaine).
- 1950 : dispensaire de Combourg (Ille-et-Vilaine).
- 1951 : dispensaire de Vitré (Ille-et-Vilaine).
- 1953 : dispensaire de Janzé (Ille-et-Vilaine).
- 1954-1956 : reconstruction de la sous-préfecture de Fougères (Ille-et-Vilaine).

#### Bâtiments municipaux
- 1926 : école de garçons de Saint-Germain-sur-Ille (Ille-et-Vilaine).
- 1929-1930 : école de filles de Fougères (Ille-et-Vilaine).
- 1931 : école mixte du Pigeon-Blanc de Saint-Jacques-de-la-Lande (Ille-et-Vilaine).
- 1931-1937 : mairie, école de garçons de Boisgervilly (Ille-et-Vilaine).
- 1931-1935 : école mixte de Vendel (Ille-et-Vilaine).
- 1932-1935 : école de filles de Bazouges-la-Pérouse (Ille-et-Vilaine).
- 1934 : patronage laïque de Plerguer (Ille-et-Vilaine).
- 1936 : travaux à la mairie de Saint-Georges-de-Reintembault (Ille-et-Vilaine).
- 1936 : mairie, salle des fêtes de Saint-Méloir-des-Ondes (Ille-et-Vilaine).
- 1938 : mairie, justice de paix et salle des fêtes de Châteaubourg (Ille-et-Vilaine).
- 1948-1951 : groupe scolaire de Chartres-de-Bretagne (Ille-et-Vilaine).
- 1950-1953 : maire, école mixte de Saint-Maugan (Ille-et-Vilaine).
- 1951-1952 : école mixte du Telhouët de Paimpont (Ille-et-Vilaine).
- 1951 : agrandissement de l'école de filles de Janzé (Ille-et-Vilaine).
- 1951-1952 : mairie, école mixte de Vezin-le-Coquet (Ille-et-Vilaine).
- 1951-1956 : mairie, salle des fêtes et poste de Saint-Gilles (Ille-et-Vilaine).
- 1952-1953 : groupe scolaire de Tremblay (Ille-et-Vilaine).
- 1952-1953 : école maternelle, école de filles de Montfort-sur-Meu (Ille-et-Vilaine).
- 1952-1953 : mairie et école de Saint-Brice-en-Coglès (Ille-et-Vilaine).
- 1954-1956 : mairie, perception et poste de Bécherel (Ille-et-Vilaine).
- 1955-1956 : cours complémentaire de Montfort-sur-Meu (Ille-et-Vilaine).
- 1956-1957 : mairie, salle des fêtes de Saint-Sauveur-des-Landes (Ille-et-Vilaine).

##### Bâtiments de l'Office public des Habitations à bon marché(en tant qu'architecte de l'OPHBM d'Ille-et-Vilaine)
- 1925 : trois maisons individuelles à Pacé (Ille-et-Vilaine).
- 1928 : huit maisons individuelles à Chantepie (Ille-et-Vilaine).
- 1930 : huit maisons individuelles la Thébaudais à Rennes (Ille-et-Vilaine).

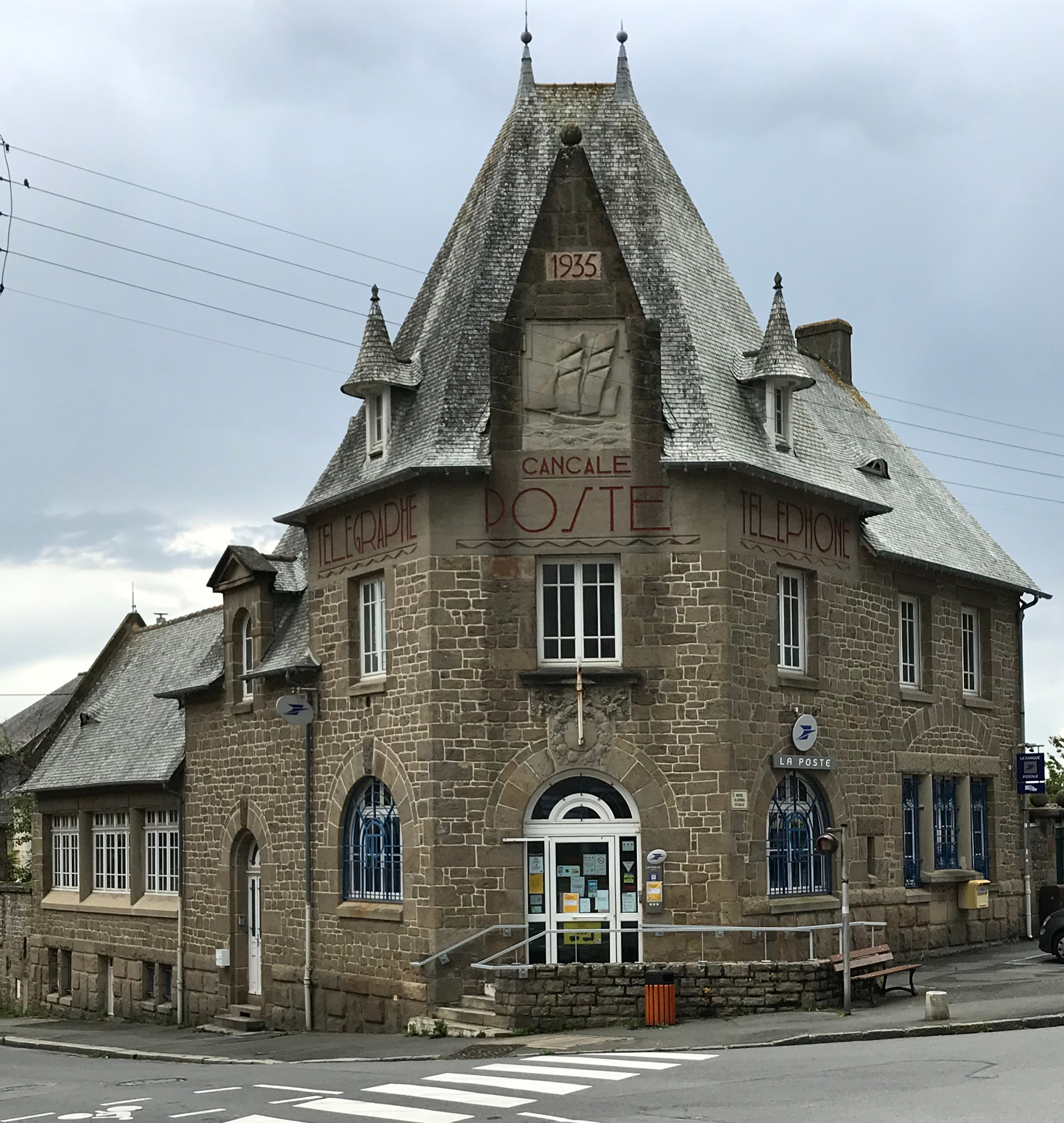
Bureau de poste de Cancale, Ille-et-Vilaine (1935)

#### Bâtiments postaux(en tant qu'architecte régional des PTT de l'Ouest)
- 1926-1928 : hôtel des postes de Quimper (Finistère).
- 1930-1932 : hôtel des postes de Morlaix (Finistère).
- 1930 : bureau de poste communal d'Ercé-en-Lamée (Ille-et-Vilaine).
- 1931 : bureau de poste communal de Vignoc (Ille-et-Vilaine).
- 1931 : bureau de poste communal de Montfort-sur-Meu (Ille-et-Vilaine).
- 1931 : bureau de poste communal de Saint-Aubin-d'Aubigné (Ille-et-Vilaine).
- 1932 : hôtel des postes de Vitré (Ille-et-Vilaine).
- 1932-1937 : central télégraphique du Mans (Sarthe).
- 1933-1936 : centre émetteur de radiodiffusion de Thourie (Ille-et-Vilaine).
- 1934-1936 : hôtel des postes de Tréguier (Côtes-d'Armor)[10].
- 1934-1937 : bureau de poste de Cancale (Ille-et-Vilaine).
- 1935-1937 : bureau de poste de Carhaix (Finistère).
- 1936-1937 : hôtel des postes de Saint Briac (Ille-et-Vilaine).
- 1938-1941 : bureau de postes de Plougonver (Côtes-d'Armor).
- 1947-1950 : hôtel des postes de Brest (Finistère).
- 1949-1953 : hôtel des postes de Lorient (Morbihan).
- 1949-1953 : hôtel des postes de Douarnenez (Finistère).
- 1950 : bureau de poste de Brest-Lambezellec (Finistère).
- 1950 : bureau de poste de Brest-Recouvrance (Finistère).
- 1950-1952 : bureau de poste de Trégastel (Côtes-d'Armor)[11].

### Architecture privée
- 1927 : Villa Le Clos à Cancale (Ille-et-Vilaine).
- 1929 : Villa La Brèche à Cancale (Ille-et-Vilaine).
- 1929 : Villa Ker-Aud à Saint-Lunaire (Ille-et-Vilaine).